# Dubrajpur
Dubrajpur (en bengalíদুবরাজপুর}}) es una ciudad y un municipio de la India, en el Distrito de Birbhum, estado de Bengala Occidental.

## Geografía
Dubrajpur está ubicado en 23°48′N 87°23′E / 23.8, 87.38. Tiene una elevación media de 77 m.

## Demografía
Según el censo de la India de 2001, Dubrajpur tiene una población de 32.752. Los hombres constituyen un 52% de la población, y las mujeres 48%. Dubrajpur tiene un índice de alfabetización medio de un 56%, más bajo que el promedio nacional de un 59,5%: la alfabetización masculino es un 65% y femenina es un 46%. En Dubrajpur, un 14% de la población tiene menos que 6 años.

## Transporte
Dubrajpur está a 35 km de Andal y 19 km de Siuri en la línea Ondal-Sainthia del Ferrocarril Oriental. Está ubicado en NH 60.

## Política
Bhaktipada Ghosh de AIFB/FBL ganó la silla para Dubrajpur en la asamblea en 2001 y 2006, ganándole a Sattick Roy de AITC en 2001 y Sailen Mahata de AITC en 2006. Bhakti Bhusan Mondal de FBL ganó la silla desde 1977 hasta 1996, ganándole a Bishnu Charan Ghosh de INC en 1991, Gourhari Chandra de INC en 1987, Nitaipada Ghosh de INC en 1987 y Enayet Karim Choudhury de INC en 1977.
El distrito electoral de Dubrajpur forma parte del distrito electoral de Bolpur.